# Mälaren Runt

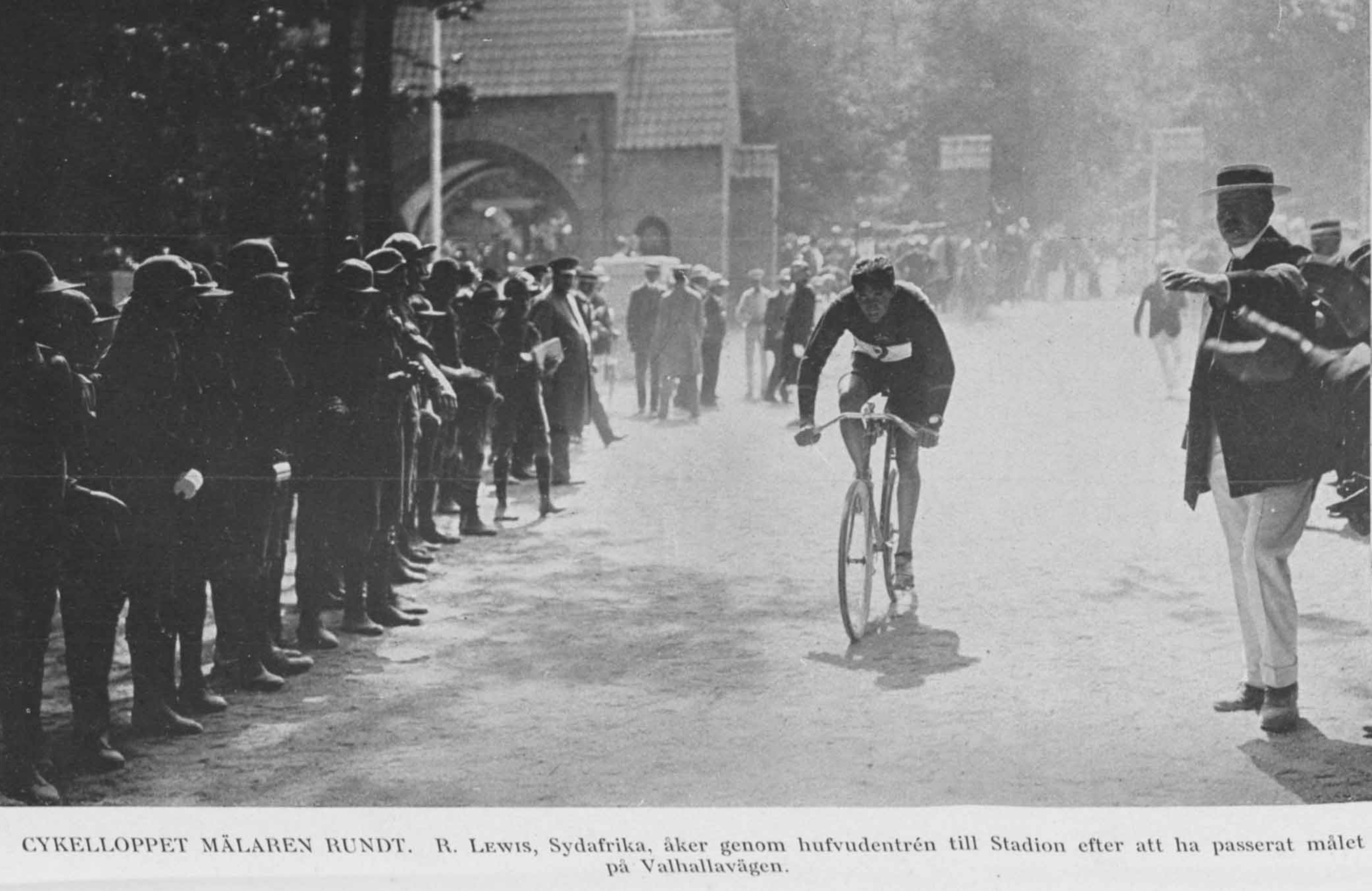
Mälaren Runt 1912

Das Straßenradrennen Mälaren Runt war ein schwedisches Eintagesrennen, das rund um den Mälarsee, westlich von Stockholm gelegen, veranstaltet wurde. Die Gesamtlänge betrug zwischen 320 und 340 Kilometer und führte auf einer Strecke vom Startort Stockholm rund um den See zurück nach Stockholm.

## Geschichte
Die erste Austragung war im Jahr 1892. 1987 ging die langjährige Tradition des Rennens auf dem angestammten Kurs zu Ende. 2004 fand nochmals ein Rennen auf dem traditionellen Kurs statt, Sieger war Mattias Carlsson aus Schweden. Bis 1961 wurde das Radrennen mit wenigen Unterbrechungen regelmäßig ausgetragen.
Initiiert wurde das Rennen 1892  durch den schwedischen Zeitungsverleger Alex Lindman. Dieser wollte nach dem Vorbild der großen französischen Straßenrennen ein solches Rennen in Schweden etablieren, da es in seinem Heimatland, von einigen kurzen Wettbewerben abgesehen, keine Radrennen gab.
Das Rennen wurde mit einem gemeinsamen Start in den Jahren 1892 und 1893, 1916 und 1917, sowie von 1932 bis 1987 gefahren. In den anderen Jahren wurde Mälaren Runt als Einzelzeitfahren organisiert.
In den Jahren 1909 bis 1946 und 1950 wurde es auch als Rennen zur Ermittlung der nationalen Meister im Straßenrennen veranstaltet. Mälaren Runt war 1912 bei den Olympischen Sommerspielen in Stockholm der Kurs, auf dem der Olympiasieger im olympischen Einzelzeitfahren ermittelt wurde.
Das Rennen fand ursprünglich am zweiten Sonntag im August statt. Später wurde das Radrennen als Jedermannrennen neu aufgelegt.

## Siegerliste
- 1892: Gustaf Fjæstad, Stockholms VF
- 1893: Gideon Ericsson, Stockholms BK
- 1901: Hjalmar Blomgren, Stockholms CK
- 1902: Henrik Morén, IF Sleipner
- 1903: Henrik Morén, IF Sleipner
- 1904: Henrik Morén, IF Sleipner
- 1905: Henrik Morén, Djurgårdens IF, Stockholm
- 1906: Henrik Morén, Hammarby IF, Stockholm
- 1907: Henrik Morén, Hammarby IF, Stockholm
- 1908: Henrik Morén, SK Iter, Stockholm
- 1909: Henrik Morén, SK Iter, Stockholm
- 1910: Henrik Morén, SK Iter, Stockholm
- 1911: Axel Wilhelm Persson, SK Iter, Stockholm
- 1912: Henrik Morén, SK Iter, Stockholm
- 1913: Axel Wilhelm Persson, Upsala CK
- 1914: Axel Wilhelm Persson, Uppsala CK
- 1915: Ragnar Eek, Uppsala CK
- 1916: Sigge Lundberg, CK Uni, Uppsala
- 1917: Erik Westerberg, Södertälje SK
- 1918: Ragnar Malm, IF Thor, Uppsala
- 1919: Ragnar Malm, IF Thor, Uppsala
- 1920: nicht veranstaltet
- 1921: Ragnar Malm, IF Thor, Uppsala
- 1922: Ragnar Malm, IF Thor, Uppsala
- 1923: Ragnar Malm, IF Thor, Uppsala
- 1924: Gunnar Sköld, Uppsala CK
- 1925: Gunnar Sköld, Uppsala CK
- 1926: Nils Velin, IF Thor, Uppsala
- 1927: Erik Bohlin, Uppsala CK
- 1928: Georg Johnsson, IFK Enskede, Stockholm
- 1929: Georg Johnsson, IFK Enskede, Stockholm
- 1930: Nils Velin, SK Fyrishof, Uppsala
- 1931: Georg Johnsson, IFK Enskede, Stockholm
- 1932: Sven Thor, SK Fyrishof, Uppsala
- 1933: Bernhard Britz, IFK Enskede, Stockholm
- 1934: Erik Larsson, IFK Enskede, Stockholm
- 1935: Ingvar Ericsson, Hammarby IF, Stockholm
- 1936: Erik Jansson, CK Meteor, Stockholm
- 1937: Ingvar Ericsson, Hammarby IF, Stockholm
- 1938: Sven Johansson, Hammarby IF, Stockholm
- 1939: Ingvar Ericsson, Hammarby IF, Stockholm
- 1940: Sven Johansson, Hammarby IF, Stockholm
- 1941: Sture Andersson, Landskrona CK
- 1942: Sture Andersson, Landskrona CK
- 1943: Sven Johansson, Hammarby IF, Stockholm
- 1944: Harry Snell, IK Ymer, Borås
- 1945: Harry Snell, IK Ymer, Borås
- 1946: Sven Johansson, Hammarby IF, Stockholm
- 1950: Stig Mårtensson, Fredrikshofs IF, Stockholm
- 1951: nicht veranstaltet
- 1952: Stig Andersson, CK Wano, Varberg
- 1953: Allan Carlsson, Norrköpings CK
- 1954: Olle Wretman, IFK Enskede, Stockholm
- 1955: Robert Buker, CK Stefaniterna, Stockholm
- 1956: nicht veranstaltet
- 1957: Oswald Johansson, CK Stefaniterna, Stockholm
- 1958: Gunnar Göransson, CK Antilopen, Norrköping
- 1959: Oswald Johansson, CK Stefaniterna, Stockholm
- 1960: Herbert Dahlbom, Djurgårdens IF, Stockholm
- 1961: Sven Uno Stensson, CK Wano, Varberg
- 1962–1983: nicht veranstaltet
- 1984: Agne Wilson, Tranemo IF
- 1985: Torbjörn Wallén, Falu CK
- 1986: Thomas Eriksson, Västerås CK
- 1987: Roul Fahlin, PKbankens CK, Stockholm
- 2004: Mattias Carlsson, Bianchi (Schweden)